# 父子鷹
『父子鷹』（おやこだか）は、子母澤寛の小説。1955年5月から1956年8月まで『読売新聞』夕刊に連載された。勝海舟（麟太郎）の父で型破りな無頼漢として知られた勝小吉の不遇にめげず、自身の信念を貫きながら生きる姿を中心として、江戸時代後期の旗本や市井の人々の生活を描く。この小説の中で小吉は、酒・女は苦手で博打もやらないが、庶民に人気があり、喧嘩剣法が強く、正義感が強く貧しい「江戸っ子が惚れぼれするお侍」として描かれている。
また、この作品に由来して、ともに優れた能力を持つ父と子のことを「父子鷹」もしくは「親子鷹」と言う。

## あらすじ
小吉は旗本の男谷（おたに）家に生まれたが、三男だったために、小普請役（無役の御家人）の勝家に養子に出された。若いころ、勝家を嫌って養祖母の金を持ち出して出奔、伊勢路で乞食をしていたが、家に連れ戻された。実父・平蔵の運動で就職（お番入）しようとするが、小吉は上役への賄賂を拒み、自ら小普請に甘んじる。実兄・彦四郎もまた小吉を仕官させるために尽力したが、小吉は世話役の雑言に腹を立て殺してしまい、座敷牢に監禁される。このころ、子の麟太郎が誕生し、やがて同族の阿茶の局らの運動の甲斐あって、麟太郎は一橋家の嫡男の遊び相手として江戸城に召し出される。
小吉は本所・深川界隈で市井の巾着切りや女行者、女軽業師、大家の旗本やごろつきたちのもめごとに巻き込まれつつも、道具市で刀剣の古物商を始めて徐々に勝家の借金を返していく。
麒太郎は一橋家嫡男急死のため、城から戻ってくるが、剣術や蘭学などの修行に励む。

## 主な登場人物
勝小吉
この小説の事実上の主人公。麟太郎の父。愛刀は「池田鬼神丸国重」。
男谷平蔵
小吉の実父。御実家様（おさとさま）。株を買って御家人となった。お番入したがらない小吉には同情的。
勝甚三郎
小吉の養父。勝家は由緒ある直参ではあるが、40俵の微禄の旗本だった。
養祖母 (おばば) 様
実名不詳。甚三郎の母。小吉の膳だけ醤油に水を混ぜるなど、小吉を嫌っていたとされる。
お信
小吉の妻。麟太郎の母。小吉の2歳年下。小吉と祝言をあげる以前から勝家に同居していたので、おそらく勝家の跡取り娘、小吉は婿養子と思われる。
男谷検校 (けんぎょう)
平蔵の父。越後小千谷 (おじや) の出身で、江戸に出て一代で有数の大金持ちとなった。平蔵は検校の末子。
阿茶の局
平蔵の実の妹で、検校が財力にものをいわせて大奥に入れた。のちに阿茶の局と彦四郎の骨折りによって、麟太郎が徳川家慶の子・春之丞君（徳川慶昌）家来となる。その後も小吉や麟太郎のために何かと助力する。
男谷彦四郎
平蔵の長男。小吉の24歳上。儒者で頑固。地方の代官などの職を歴任。麟太郎および妹の順の名付け親。麟太郎を養子にしようとするが失敗。
勝麟太郎
小吉の子。勝海舟。
利平次
男谷平蔵の用人。平蔵が死ぬと、小吉に観音堂を買ってもらい、堂守として生計を立てる。
男谷精一郎（男谷信友）
彦四郎の子（婿養子）。剣客として知られる。新太郎、誠一郎とも。麟太郎を預かって育てる。
金子上 (かねこかみ) 次助
小吉が御家人に取り立てられて、同役となるはずだったが、同僚の大館とともに酒の席で小吉を怒らせ、脇差で刺そうとしたところを逆に投げ殺される。
岡野孫一郎
小吉が彦四郎にもらった家を出て移り住んだ借家の大家。1500石の旗本だが酒色にうつつを抜かし、小吉に迷惑をかける。のち、家督を息子にゆずって隠居となる。隠居後は江雪と号す。
団野真帆齋
精一郎、小吉の剣術の師。
栄助
本所の能勢妙見堂の道具市の世話役。小吉に商売を教える。
永井青崖
麟太郎が弟子入りした蘭学の師。
島田虎之助
麟太郎の剣術の師。
都甲市郎左衛門
蘭学者で元公儀の馬役。麟太郎の将来を嘱望する。
渡辺兵庫
小吉の敵役。ごろつきの親玉。
弁治
小吉の幼なじみで巾着切。のちに堅気になり仕立て屋。
水心子（すいしんし）秀世
麟太郎の睾丸を噛み切った野良犬を小吉が斬り殺した。その刀を作った刀鍛冶として登場する。小吉の肝煎で妙見堂の刀剣講に刀を出品する。
篠田玄斎
南割下水（本所の南北二つの掘り割りの一つ）の外科医。麟太郎の睾丸の怪我を治す。
伝次郎
中組（本所と深川の中間）八番の町火消頭取。麟太郎を噛んだ犬の飼い主。小吉と喧嘩するが、和解する。
松五郎
北組（本所の大部分）十二番の町火消頭。小吉と懇意。

## 映画
映画版は、1956年（昭和31年）5月3日に東映系にて公開された。
- 北大路欣也（主演・市川右太衛門の次男）のデビュー作だったため、映画の内容も東映時代劇のプリンス誕生を祝うにふさわしい明るい結末となった。
- なお、北大路は後年『篤姫』で再び勝を演じており、その際にもデビュー当時を意識した発言をしている。

### スタッフ
- 脚本：依田義賢
- 監督：松田定次
- 音楽：深井史郎
- 撮影：川崎新太郎

### キャスト
- 勝小吉：市川右太衛門
- お信：長谷川裕見子
- 勝麟太郎：北大路欣也
- 男谷精四郎：江原真二郎
- 利平治：薄田研二
- 弁治：原健策
- 勝の祖母：東山千栄子
- 桜井甚左衛門：山形勲
- 大館：神田隆
- 金子：加賀邦男
- 団野真帆斎：吉田義夫
- 石川右近将監：高松錦之助
- 用人小林：団徳麿
- 伊藤佐造：小田部通麿
- 幸田清之進：水野浩
- 渡辺兵庫：戸上城太郎
- 男谷平蔵：志村喬
- 男谷彦四郎：月形龍之介

## テレビドラマ
2007年現在まで4回テレビドラマ化されている。
- 父子鷹（1961年、フジテレビ） - 『侍』の一作としてドラマ化
- 父子鷹（1964年、TBS）
- 父子鷹（1972年、関西テレビ・フジテレビ）
- 父子鷹（1994年、日本テレビ）

また、厳密には本作の映像化ではないが、1974年のNHK大河ドラマ『勝海舟』も本作の原作者である子母沢寛の作品が原作となっている。

## 参照資料
- 日本映画の感想文 父子鷹より